# BS Boltic Göta

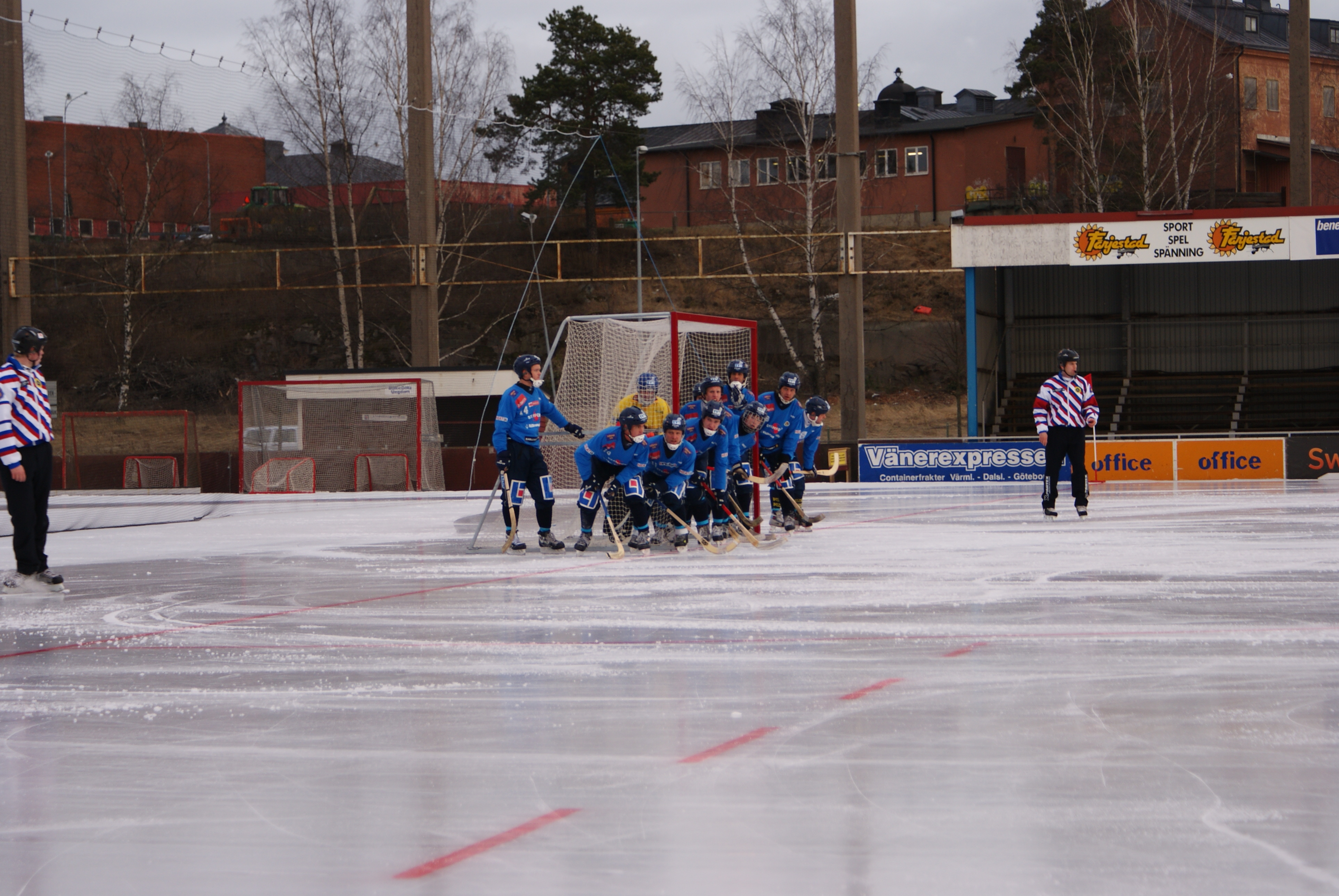
Inför hörna.

BS Boltic Göta, av bandysällskapet skrivet BS BolticGöta; även känt som BG, var ett bandysällskap i Karlstad i Sverige. 
Klubben bildades då klubbarna IF Boltic och IF Göta slog sig ihop i mitten av år 2000 och bildade klubben Bandysällskapet Boltic Göta Karlstad, BS Boltic Göta. Den 11 maj 2000 höll de två klubbarna sina årsmöten, och samgåendet godkändes där.
BS Boltic Göta var en klubb med nygammal historia. Även om kluben var ung hade de båda grundarna långa och intressanta historier. IF Göta blev svenska mästare 1932, 1935 och 1937 medan IF Boltic blev svenska mästare 1979, 1980, 1981, 1982, 1983, 1984, 1985, 1988 och 1995. Sammanlagt blir det tolv gånger.
Säsongen 2006–2007 åkte BS Boltic Göta ur Sveriges högsta division. Säsongen 2007/2008 misslyckades man med att kvalificera sig för spel i Elitserien säsongen 2008/2009. Säsongen 2008/2009 slutade man på fjärde plats i Allsvenskan mellersta.
På klubbens årsmöte den 16 juni 2008 avgick Göran Svensson som klubbens ordförande och ersattes av Peter Johansson, som tidigare varit ledamot i styrelsen. På samma möte beslutades att bolagisera klubben, och från den 30 september 2008 börja sälja aktier i AB Boltic Göta. Bolaget skulle dock komma att få namnet IF Boltic AB istället. Och från vintern 2008/09 spelade A-laget återigen som IF Boltic.
Den 26 juni 2014 beslutade Boltics årsmöte att återta bandyklubbens gamla namn IF Boltic. Bandysällskapet BS Boltic Göta var därmed historia.

## Kända spelare
- Kaj Nordin
- Marcus Bergwall
- Fredrik Rinaldo
- Martin Berggren
- Ola Fredricson
- Jesper Bryngelsson
- Richard Timmerklev